# 尾﨑野乃香
尾﨑 野乃香（おざき ののか、2003年3月23日 - ）は、日本の女子レスリング選手。東京都出身。階級は62㎏級と68㎏級。

## 来歴
女子レスリングでオリンピック3連覇を達成した吉田沙保里に影響されて、シドニーオリンピックのレスリングフリースタイル63㎏代表で総合格闘家の宮田和幸が主宰するBRAVE GYMでレスリングを始めた。それまではヒップホップダンスやテニスをしていた。「これが一番合っている」と本人が語っているようにめきめき頭角を現すと、男子よりも速いと言われる高速タックルやアンクルホールドなどを武器に、小学校5年から全国少年少女選手権大会で2連覇を達成した。
成城学園初等学校から成城学園中学校へ進学すると、1年の時には全国中学生選手権40㎏級で2位になった。2年の時には全国中学生選手権の44㎏級で優勝した。3年の時には全国中学生選手権の52㎏級で優勝した。また、ジュニアクイーンズカップ中学生の部、全日本女子オープン選手権（中学生の部）、全国中学選抜選手権でも優勝を果たした。さらには、クリッパン女子国際大会カデットの部53kg級では全試合を1分以内にテクニカルフォール勝ちして最優秀選手に選ばれた。
2018年にはJOCエリートアカデミーの所属になると、帝京高校へ通うことになった。1年の時にはジュニアクイーンズカップ カデットの部57㎏級で優勝した。アジアカデット選手権でも優勝すると、世界カデット選手権では全試合を1分以内にテクニカルフォール勝ちして優勝を飾った。アルゼンチンのブエノスアイレスで開催されたユースオリンピックでは初戦のメキシコ戦で8－2からフォール勝ちすると、以降は決勝を含めて全試合を10－0のテクニカルフォール勝ちで優勝を飾った。クリッパン女子国際大会カデットの部では61kg級に出場して2連覇した。2年の時にはジュニアクイーンズカップカデットの部で優勝した。世界カデットでは61㎏級に出場すると、全試合を10－0のテクニカルフォール勝ちして今大会2階級制覇した。2020年のクリッパン国際大会では準決勝まで全て30秒以内にテクニカルフォール勝ちすると、決勝でも北出桃子を1分30秒過ぎにテクニカルフォール勝ちして大会3連覇を飾った。3年の時には全日本選手権の62㎏級で大会初出場ながら優勝した。
2021年には慶應義塾大学環境情報学部へ進学すると、ジュニアクイーンズカップジュニアの部で優勝した。5月の全日本選抜選手権でも優勝して、世界選手権代表に選ばれた。世界選手権では初戦で東京オリンピック銀メダリストであるキルギスタンのアイスルー・ティニベコワに4－6で逆転負けを喫するも、その後の敗者復活戦を勝ち上がって3位になった。全日本選手権では2連覇を達成した。2年の時にはジュニアクイーンズカップジュニアの部で2連覇した。アジア選手権では決勝でティニベコワに棄権勝ちして優勝した。
2022年6月の全日本選抜選手権では、東京オリンピック金メダルの川井友香子を下して2連覇し、世界選手権（9月・ベオグラード）の代表にも選ばれた。8月の世界ジュニアでは決勝でインドの選手にフォール勝ちして優勝した。9月の世界選手権では準決勝でティニベコワを11－5で破ると、決勝ではアメリカのケイラ・ミラクルを10－0のテクニカルフォールで破って優勝を飾った。10月のU-23世界選手権でも優勝したため、オリンピックを除く全ての世界大会(カデット、ジュニア、U-23及びシニア)を制覇することになった。12月の全日本選手権では決勝で59㎏級世界3位である育英大学3年の元木咲良に敗れて2位だった。
2023年4月のアジア選手権では準決勝でティニベコワに2－2の内容差で敗れて3位だった。6月の全日本選抜選手権では準々決勝で至学館大学4年の稲垣柚香に6－6の内容差で敗れて、パリオリンピック出場は極めて厳しくなった。7月には非オリンピック階級である世界選手権65㎏級の代表決定プレーオフで優勝した。9月の世界選手権では決勝でアメリカのエレン・キルティを10－0で破り、昨年の62㎏級に続いて世界選手権で2階級制覇を達成した。10月のアジア大会では準々決勝でティニベコワを3－1で破るなどして決勝に進み北朝鮮のムン・ヒョンギョンと対戦すると、6ポイントを先取しながら後半6ポイントを取り返されて内容差で敗れて2位だった。12月の全日本選手権では女子で唯一オリンピック代表が決まっていない68㎏級に出場すると、初戦で世界選手権5位である育英大学3年の石井亜海を破るなどして決勝まで進み、72㎏級の世界3位である綜合警備保障の森川美和を7－0で破って優勝した。この結果、オリンピック代表をかけて石井とプレーオフで対戦することになった。
2024年1月のプレーオフでは3ポイントを先取するも、終了約10秒前に石井に4ポイントを取られて逆転されるが、その後すぐ2ポイントを取って再逆転して5－4で勝利を収めたことにより、パリオリンピック代表の座を得た。4月のアジア選手権では準決勝で世界2位であるモンゴルのデルゲルマン・エンフサイハンを10－0、決勝でインドのラディカを15－2で破って優勝した。同年8月のパリオリンピックでは68kg級で銅メダルを獲得した。全日本選手権には62㎏級に出場して優勝した。
2025年6月の全日本選抜選手権では決勝で元木に敗れると、その直後のプレーオフでも残り僅か0秒17で元木に逆転負けを喫した。

## 人物
自身の母は日本テレビ放送網制作局の社員で、ニュース番組のタイムキーパーを務めている。

## 主な戦績
- 2012年 -　全国少年少女選手権大会　2位（30kg級）
- 2013年 -　全国少年少女選手権大会　優勝（33kg級）
- 2014年 -　全国少年少女選手権大会　優勝（36kg級）
- 2015年 -　全国中学生選手権　2位（40kg級）
- 2015年 -　全日本女子オープン選手権（中学生の部）　2位（57kg級）
- 2016年 -　JOC杯カデットの部　3位（43kg級）
- 2016年 -　全国中学生選手権　優勝（44kg級）
- 2016年 -　全日本女子オープン選手権（中校生の部）2位（48kg級）
- 2017年 -　ジュニアクイーンズカップ 中学生の部　優勝（52kg級）
- 2017年 -　全国中学生選手権　優勝（52kg級）
- 2017年 -　全日本女子オープン選手権（中校生の部）優勝（52kg級）
- 2017年 -　全国中学選抜選手権　優勝（52kg級）
- 2018年 -　クリッパン女子国際大会　カデットの部　優勝（53kg級）

57kg級での戦績
- 2018年 -　ジュニアクイーンズカップ カデットの部　優勝
- 2018年 -　JOC杯カデットの部　優勝
- 2018年 -　アジアカデット選手権　優勝
- 2018年 -　世界カデット選手権　優勝
- 2018年 -　ユースオリンピック　優勝

61kg級での戦績
- 2019年 -　クリッパン女子国際大会　カデットの部　優勝
- 2019年 -　ジュニアクイーンズカップ カデットの部　優勝
- 2019年 -　世界カデット選手権　優勝
- 2020年 -　クリッパン女子国際大会　カデットの部　優勝

62kg級での戦績
- 2020年 -　全日本選手権　優勝
- 2021年 - ジュニアクイーンズカップ ジュニアの部 優勝
- 2021年 - 全日本選抜選手権　優勝
- 2021年 -　世界選手権　3位
- 2021年 -　全日本選手権　優勝
- 2022年 - ジュニアクイーンズカップ ジュニアの部 優勝
- 2022年 -　アジア選手権　優勝
- 2022年 - 全日本選抜選手権　優勝
- 2022年 - 世界ジュニア　優勝
- 2022年 - 世界選手権　優勝
- 2022年 - U-23世界選手権　優勝
- 2022年 -　全日本選手権　2位
- 2023年 -　アジア選手権　3位
- 2023年 - 全日本選抜選手権　3位
- 2023年 - 世界選手権　優勝(65㎏級)
- 2023年 -　アジア大会　2位

68kg級での戦績
- 2023年 - 全日本選手権　優勝・天皇杯受賞
- 2024年 - アジア選手権　優勝
- 2024年 - パリオリンピック 3位

62kg級での戦績
- 2024年 - 全日本選手権　優勝
- 2025年 - アジア選手権 3位
- 2025年 - 全日本選抜選手権 2位

（出典）